# Horse Lakes 152B
Horse Lakes 152B är ett reservat i Kanada.   Det ligger i provinsen Alberta, i den centrala delen av landet, 3 200 km väster om huvudstaden Ottawa.
Trakten runt Horse Lakes 152B består till största delen av jordbruksmark. Runt Horse Lakes 152B är det mycket glesbefolkat, med 2 invånare per kvadratkilometer.